# Daniel Hechter Paris
Koordinaten: 49° 42′ 22,5″ N, 9° 16′ 9,4″ O
Daniel Hechter Paris ist eine französische Mode- und Lifestylemarke, die von insgesamt 45 Lizenznehmern weltweit im Modesegment geführt wird. Neben Herren- und Damenbekleidung gehören auch Accessoires und Gebrauchsgüter zum Sortiment. Aktueller Eigentümer der Marke ist seit 1998 ein ehemaliger Lizenznehmer, die Miltenberger Otto Aulbach GmbH mit Sitz in Miltenberg, Deutschland.

## Geschichte
Die Marke wurde 1962 von dem französischen Modeschöpfer Daniel Hechter gegründet, der mit seiner ersten Damenkollektion High Fashion alltagstauglich und einem breiten Publikum zugänglich machen wollte. Im Laufe der Jahre wurde die Marke dann sukzessive erweitert – zunächst um eine Kinder- und Herrenkollektion, später dann auch um Sport- und Freizeitbekleidung.
Ab 1977 schritt die Dehnung der Marke in benachbarte Produktkategorien voran: Nach und nach wurden Lizenzen für „Eyewear“, Schreibutensilien, Einrichtungs- und Dekogegenstände sowie Parfum, Uhren und Lederwaren vergeben. Die bedeutendste Erweiterung war dabei die Vergabe der Lizenz für Daniel Hechter Schuhe im Jahr 1997, mit der die Marke im deutschsprachigen Raum an Bekanntheitsgrad gewinnen konnte. Lizenzinhaber war ab 1996 die Erich Rohde GmbH mit Sitz im nordhessischen Schwalmstadt. Seit 2013 ist die AstorMueller group mit „DANIEL HECHTER SHOES AG“ aktueller Lizenznehmer.
1998 kam es zu einem Eigentümerwechsel: Einer der bisherigen Lizenznehmer – die Miltenberger Otto Aulbach GmbH – übernahm alle Markenrechte, restrukturierte und modifizierte die Kollektionen, so dass die internationale Entwicklung der Marke vorangetrieben wurde.

## Kennzahlen und Positionierung
Den größten Teil des Jahresumsatzes (90 %) erzielt die Marke im Bekleidungssegment, hierbei hebt sich die Herrenbekleidung klar von der Damenbekleidung ab. Die weiteren 10 % des Umsatzes verteilen sich auf die verschiedenen Accessoires, von denen wiederum die Schuhkollektion den höchsten Umsatz generiert. Bedeutendster geografischer Absatzmarkt ist dabei Europa, gefolgt von Afrika und Asien.
Daniel Hechter definiert sich selbst als Lifestylemarke für trendbewusste und modeorientierte Kunden, die es sich zum Ziel gesetzt hat, high fashion in den Alltag zu integrieren. Sie verfügt über insgesamt etwa 2.500 Verkaufsstellen weltweit. Jährlich werden in allen Segmenten zwei Kollektionen veröffentlicht.

## Lizenzmarken
Die Dachmarke Daniel Hechter Paris vereint die folgenden Produktpaletten:
- Daniel Hechter women’s wear
- Daniel Hechter men’s wear
- Daniel Hechter sport
- Daniel Hechter lingerie night & day
- Daniel Hechter shoes
- Daniel Hechter home accessories
- Daniel Hechter leather accessories
- Daniel Hechter writing accessories
- Daniel Hechter jewellery